# 헨드리쿠스 베르코프

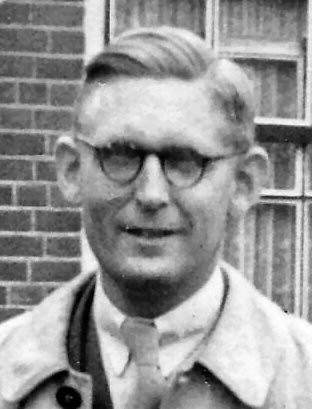
헨드리쿠스 베르코프 (Hendrikus Berkhof)

헨드리쿠스 베르코프 (Hendrikus Berkhof, 1914년 6월 11일- 1995년 12월 17일)
레이덴 대학의 조직세계 교회 협의회신학 교수였다. 베르코프는 암스테르담, 라이덴, 베를린 대학교에서 교육을 받았으며 1938년 네덜란드의 레멜 마을에서 목사직을 맡았다. 1960년 라이덴 대학 (University of Leiden)의 교수가 되었다. 그가 1953년 쓴 Christ and the Powers은 세계전쟁에 비추어 본 영적인 힘과 사회적 힘의 작용을 이해하는 것이다. 1954년부터 1975년까지 세계 교회 협의회(World Council of Churches) 중앙위원회에서 봉사하며  다수의 에큐메니칼 조직에서도 활동했다. 또한 그는 세계 개혁교회 연맹(World Alliance of Reformed Churches)에 참여했으며 1975년부터 네덜란드 에큐메니칼 교회협회의 회장을 역임했다.

## 작품
- Berkhof's work—titled "Science and the Biblical World-View"—appears as a chapter in part I (Introduction) of Science and Religion: New Perspectives on the Dialogue (1968), pages 43–53, ed. Ian Barbour
- Christian Faith: An Introduction to the Study of the Faith, Hendrikus Berkhof (Translated by Sierd Woudstra), 2002, Wm. B. Eerdmans, ISBN 0-8028-0548-5
- Two Hundred Years of Theology: Report of a Personal Journey, Hendrikus Berkhof (Translated by John Vriend), 1989, Books on Demand, ISBN 0-7837-7945-3
- Christ and the Powers, Hendrikus Berkhof, (Translated by John Howard Yoder), 1977, Herald Press, 80 pages, ISBN 0-8361-1820-0
- The Doctrine of the Holy Spirit, Hendrikus Berkhof, 1964. John Knox Press, 128 pages, The Annie Kinkead Warfield Lectures, 1963-1964.
- Christ the Meaning of History, Hendrikus Berkhof, 2004, Wipf & Stock Publishers, 224 pages, ISBN 1-59244-638-8